# Viața mea cu Liberace (film)
Viața mea cu Liberace (în  engleză Behind the Candelabra) este un film dramatic și biografic⁠(d) american din 2013 regizat de Steven Soderbergh. Filmul prezintă ultimii zece ani din viața pianistului Liberace și relația pe care a avut-o cu Scott Thorson⁠(d). Se bazează pe memoriile lui Thorson publicate în cartea Behind the Candelabra: My Life with Liberace⁠(d) (1988). Richard LaGravenese⁠(d) a redactat scenariul, iar Jerry Weintraub⁠(d) a fost producător executiv.
A avut premiera la Festivalul de Film de la Cannes din 2013⁠(d) pe 21 mai 2013 și a concurat pentru Palme d'Or. A fost difuzat pe HBO pe 26 mai 2013 și a fost lansat în cinematografe în Regatul Unit pe 7 iunie 2013. Filmul a fost apreciat de critici, iar Michael Douglas și Matt Damon au fost lăudați pentru interpretările lor. A fost ultimul rol al lui Debbie Reynolds înainte de moartea sa în 2016.

## Intriga
În 1977, Scott Thorson⁠(d) (Matt Damon), care lucra ca dresor pentru filme, îl întâlnește pe Bob Black (Scott Bakula) - un producător din Hollywood - într-un bar gay din Los Angeles. La îndemnul lui Black, acesta își părăsește casa adoptivă pentru a căuta un loc de muncă mai bine plătit. Black îi face cunoștință lui Thorson cu Liberace ( Michael Douglas ) care îi place imediat pe tânărul în vârstă de 18 ani. Liberace îi invită pe cei doi din culise, iar apoi la casa sa din Las Vegas.
Thorson observă că unul dintre câinii iubiți ai lui Liberace suferă de o formă temporară de orbire și, având experiență ca asistent veterinar, îl informează pe celebrul pianist că știe cum să-l vindece. După ce îi tratează câinele, Thorson devine „asistentul” lui Liberace la cererea interpretului. Acesta devine în același timp și șoferul său de scenă, conducând o limuzină Rolls-Royce pe scenă la începutul spectacolelor lui Liberace.
Thorson se mută în casa pianistului și devine iubitul său. În acest moment, Thorson susține că este bisexual pentru că este atras și de femei. Liberace este înțelegător, informându-l că și-a dorit și a încercat să iubească femei, dar este atras exclusiv de bărbați. Liberace relatează o poveste despre o „vindecare divină” în care un „mesager” l-a informat că Dumnezeu încă îl iubește.
Odată cu trecerea timpului devine evident că Liberace încearcă să-l modeleze pe Thorson într-o versiune mai tânără a sa. Acesta îi cere chirurgului plastician Jack Startz (Rob Lowe) să modifice fața lui Scott astfel încât să semene cu a sa și încearcă fără succes să-l adopte. Din cauza modului în care îi controlează viața și obsesiei lui Liberace de a-și ascunde relația cu orice preț, Thorson începe să consume droguri.
În 1982, dependența de droguri a lui Thorson și interesul lui Liberace pentru bărbați mai tineri, printre care și dansatorul Cary James (Boyd Holbrook⁠(d)), produce o ruptură în relația acestora. Când Liberace începe să viziteze spectacole pornografice și îi sugerează acestuia să aibă relații cu alte persoane, Thorson se supără.
Thorson contactează un avocat și deschide un proces împotriva lui Liberace în care îi cere peste 100 de milioane de dolari. Ca urmare a acestei acțiuni, Liberace încheie parteneriatul formal și intră într-o relație cu tânărul său „asistent”. În 1984, procesul lui Thorson începe cu o serie de declarații despre relația lor romantică consumată pe parcursul a cinci ani în timp ce Liberace neagă categoric orice relație sexuală.
La scurtă vreme după, în decembrie 1986, Thorson primește un telefon de la Liberace care îi transmte că este foarte bolnav (infectat cu ceea ce ulterior va fi dezăluit ca fiind SIDA) și că își dorește ca Thorson să-l viziteze din nou. Acesta este de acord și vizitează casa sa din Palm Springs unde între cei doi are loc o ultimă conversație. Liberace moare câteva luni mai târziu, în februarie 1987. Thorson participă la înmormântarea sa unde își imaginează că-l vede pe Liberace interpretând pentru ultima dată în stilul său tradițional înainte de a fi ridicat la cer cu un ham de scenă.

## Distribuție
- Michael Douglas în rolul Liberace
- Matt Damon în rolul lui Scott Thorson
- Dan Aykroyd în rolul Seymour Heller⁠(d)
- Rob Lowe în rolul Dr. Jack Startz
- Debbie Reynolds în rolul Frances Liberace
- Scott Bakula în rolul lui Bob Black
- Boyd Holbrook⁠(d) în rolul lui Cary James
- Tom Papa⁠(d) în rolul lui Ray Arnett⁠(d)
- Nicky Katt⁠(d) în rolul domnului Y
- Cheyenne Jackson⁠(d) în rolul lui Billy Leatherwood (bazat pe Vince Cardell⁠(d))
- Paul Reiser în rolul domnului Felder
- David Koechner⁠(d) în calitate de avocat
- Peggy King⁠(d) în calitate de solist TV (When Liberace Winks at Me)[8]